# Моцарт 2.0
«Моцарт 2.0» — третій роман українського письменника бурятсько-монгольського походження Доржа Бату, що вийшов у травні 2020 року у видавництві ВСЛ.  Події роману розгортаються в альтернативній реальності, де Моцарт жив у сучасному Нью-Йорку.
Роман має інтерактивну складову: окрім текстової частини, у романі є численні QR-коди, що ведуть до відеороликів з музикою Моцарта (справжньою) та краєвидами Нью-Йорку з місць, де жив Моцарт за сюжетом роману, та коментарями самого Доржа Бату.
Впродовж всього кількох місяців роман став бестселером.

## Сюжет
У центрі сюжету постать легендарного композитора Вольфганга Амадеуса Моцарта, який дивним чином потрапляє у сучасний Нью-Йорк і намагається оговтатися, а згодом і освоїтися у Новому світі з його правилами і викликами. 
У сучасному місті його вражає і дивує усе: метро та галас, одяг, особливо жіночий, спосіб життя, звички й манери людей. Навіть вбиральні тут такі пахучі і красиві, наче у цісарському палаці. А ще, виявляється, сучасний рояль суттєво відрізняється від звичного Моцартові клавікорда… Та доведеться пристосовуватися, адже видатному композиторові хоч і випав шанс на нове життя, але дещо залишається незмінним — музика і Моцарт нероздільні. У цій книжці переплітаються вигадка й реальні та дуже цікаві факти про життя і творчість Моцарта, детективний сюжет за участі нової подруги композитора офіціантки Стейсі та роздуми про сенс життя. А завдяки дотепним ілюстраціям від Юлії Самелюк і QR-кодам із відеороликами, що розкривають секретики створення книжки, читачі поринуть в особливу атмосферу цієї історії.

## Видання
Інтерактивна книжка «Моцарт 2.0» вийшла у травні 2020 року у видавництві «ВСЛ». Малюнки для видання створила українська художниця-ілюстраторка Юлія Самелюк.
- Дорж Бату. Моцарт 2.0. Іл.: Юлія Самелюк. Львів: ВСЛ, 2020. 464 стор. ISBN 978-617-679-774-6[1]

## Наклад
Впродовж всього кількох місяців продажі роману сягнули позначки, що дозволила йому стати бестселером в Україні.

## Відгуки
Диригентка та співзасновниця і артдиректорка Міжнародного фестивалю класичної музики LvivMozArt Оксана Линів ділиться враженнями про книжку: «Живий, грайливий, неочікуваний твір. Відчуття, що не прочитав книгу, а подивився блискучу кінокартину з дотепною режисурою та яскравими персонажами. Попри доступність і динамічне розгортання історії, в кожному епізоді дізнаєшся чимало цікавого про творчість, життя та епоху головного героя. Дотепні жарти в стилі оригінального й часто терпкого гумору Моцарта раз за разом спонукають до сміху. Неначе в пізнавальному квесті — блискуче зіставлені відмінності та особливості минулого та сучасного, які часто стають поворотними пунктами сюжету. Особлива «музична» форма викладу літературного тексту інтригує з першої сторінки. По завершенню одразу поглинає відчуття, що не хочеш прощатися з улюбленими героями і обов’язково мусиш дізнатися продовження історії. А ще ця книга — невимушене втілення найзаповітнішої мрії: особисто познайомитися і прогулятися з улюбленим композитором — Моцартом».